# 自主放送
自主放送（じしゅほうそう）は、総務省令放送法施行規則第143条第2号に「同時再放送以外の有線テレビジョン放送」と規定している。

## 概説
ここでいう再放送は、一般的な概念の「一度放送した番組を後に放送すること」ではなく、放送法第11条に規定する「他の放送事業者の放送を受信して業務区域内に送信すること」を意味する。
「同時再放送」の定義は、放送法施行規則第2条第7号に「放送事業者のテレビジョン放送を受信し、その全ての放送番組に変更を加えないで同時に再放送をする有線テレビジョン放送」とあり、「放送番組に変更を加えない」とは「編集をしない」ことを意味する。
従前は、有線テレビジョン放送法施行規則第2条第3号に「同時再送信以外の有線テレビジョン放送」と、電気通信役務利用放送法施行規則第2条第17号に「同時再送信以外の有線役務利用放送」と定義していた。
これらは、2011年（平成23年）6月30日の放送法令の全面改正に際し関係法令の整理により、両規則は放送法施行規則に統合され廃止された。
有線テレビジョン放送（通称、ケーブルテレビ）は、地上波テレビジョン放送の同時再送信（放送法令の全面改正後は、地上基幹放送であるテレビジョン放送の同時再放送）から始まったもので、同時再放送が有線テレビジョン放送事業者（ケーブルテレビ事業者）の必須業務である。
自主放送は随意業務であり放送法令上にも自主放送を実施する義務は無い。
また、有線ラジオ放送でAM放送やFM放送を同時に再放送することは同時再放送にも自主放送にもあたらない。放送法施行規則第142条第1号ロ(1)にいう「共同聴取業務」

である。

## 実態
小規模施設特定有線一般放送事業者などの登録を要しない有線一般放送事業者は、自主放送の実施にあたり、その旨を総務大臣へ届け出なければならない。この事業者は届出有線一般放送事業者となる。すなわち有線テレビジョン放送事業者を基準に見た場合、法制的には、「自主放送をしない登録有線一般放送事業者」と「自主放送をする届出有線一般放送事業者」の両方が存在している。
自主放送の形式として一般的なものは各地域のケーブルテレビ局における「コミュニティチャンネル」である。日本ケーブルテレビ連盟「地上デジタル放送ネットワークでのCATV自主放送運用ガイドライン」において、自主放送は「ケーブルテレビ局が自社で編成する地域に密着した各種情報」「自社が運営するサービスの一環として放送し、一般に市販されている地上デジタル放送対応受信機でも視聴する番組」と定義されている。コミュニティチャンネルを実施する放送事業者の多くは、自局にスタジオを設置し、地元に密着した番組を放送している。業務区域内の地方公共団体の広報を担うことも多い。
自主放送は必ずしも全編成を自社制作するわけではなく、業務区域で視聴できない各地の番組や、通信販売事業者のテレビショッピング番組も放送する。
衛星放送開始前の大東諸島では、沖縄本島から県域放送の番組を録画したビデオテープを空輸し、地元ケーブルテレビ局「南大東有線テレビ共同センター」が異時再放送（テープネット）していた。
総務省情報流通行政局のレポート「ケーブルテレビの現状」では、自主放送を行う登録有線一般放送事業者の分析に多くのページを費やしている。毎年の情報通信白書でも、一般放送事業者の項目で衛星一般放送事業者と並べて自主放送を行う登録有線一般放送事業者数が発表されている。
なお、放送番組審議会はテレビジョン放送を同時再送信するのみの事業者は対象外であるが、自主放送も併せて行っている事業者に関しては同審議会を設置する義務がある。但し、基幹放送を行っている事業者とは違い、規制が緩やかになっており、総務省などに対して、審議会の設置や開催の報告を求めていない場合もある。